# Wanted (manga)
Wanted és un únic volum de shōjo manga japonès, escrit i il·lustrat per Matsuri Hino. Els tres capítols del treball foren publicats a la revista Hakusensha el 5 de gener de 2005. Fou publicat en anglès per a Nord Amèrica per Viz Media, el [2 de setembre] de 2008. I també a l'italià per J POP i a l'alemany per Carlsen Verlag.